# 卡亞利區
卡亞利區（西班牙語：Distrito de Callalli），是秘魯的一個區，位於該國南部阿雷基帕大區的卡伊尤馬省，面積1,485.1平方公里，海拔高度3,867米，2005年人口2,554，人口密度每平方公里1.7人。